# Olympische Sommerspiele 1896/Fechten – Florett für Fechtmeister (Männer)
Der Wettkampf für Fechtmeister im Florettfechten bei den Olympischen Spielen 1896 in Athen fand am 7. April im Zappeion statt. Dieser Wettbewerb war der einzige für professionelle Sportler. Es gab nur einen Kampf, der über die Medaillen entschied.

## Ergebnis
| Begegnung       | Begegnung       | Treffer |
| --------------- | --------------- | ------- |
| Leonidas Pyrgos | Joanni Perronet | 3:1     |